# Liste des députés de Cochinchine française
La liste des députés de Cochinchine française recense les députés élus en Cochinchine française de 1881 à 1942.

## Troisième République

### Troisième législature (1881-1885)
Jules Blancsubé, Républicain

### Quatrième législature (1885-1889)
Jules Blancsubé, Républicain, remplacé après son décès  en 1888 par Henry Ternisien, Républicain. Election annulée le 5 novembre 1888.

### Cinquième législature (1889-1893)
Charles Le Myre de Vilers, Républicain

### Sixième législature (1893-1898)
Charles Le Myre de Vilers,  Républicain

### Septième législature (1898-1902)
Charles Le Myre de Vilers, Républicain

### Huitième législature (1902-1906)
François Deloncle , Républicain

### Neuvième législature (1906-1910)
François Deloncle, Républicain

### Dixième législature (1910-1914)
Pierre-Paul Pâris, Radical socialiste

### Onzième législature (1914-1919)
Ernest Outrey

### Douzième législature (1919-1924)
Ernest Outrey

### Treizième législature (1924-1928)
Ernest Outrey

### Quatorzième législature (1928-1932)
Ernest Outrey

### Quinzième législature (1932-1936)
Ernest Outrey

### Seizième législature (1936-1942)
Jean de Beaumont